# National Register of Historic Places in Kentucky

Karte der Countys von Kentucky und Verteilung der NRHP-Einträge

Diese Tabelle enthält alle Listen, in denen die Einträge im National Register of Historic Places in den 120 Countys des US-amerikanischen Bundesstaates Kentucky aufgeführt sind:

## Anzahl der Objekte und Distrikte nach County
|       | \| \| County \| Liste der Einträge in das NRHP im County \| Anzahl \| \| ----- \| ------------ \| ---------------------------------------- \| ------- \| \| 1 \| Adair \| NRHP-Einträge im Adair County \| 9 \| \| 2 \| Allen \| NRHP-Einträge im Allen County \| 11 \| \| 3 \| Anderson \| NRHP-Einträge im Anderson County \| 12 \| \| 4 \| Ballard \| NRHP-Einträge im Ballard County \| 6 \| \| 5 \| Barren \| NRHP-Einträge im Barren County \| 34 \| \| 6 \| Bath \| NRHP-Einträge im Bath County \| 8 \| \| 7 \| Bell \| NRHP-Einträge im Bell County \| 9 \| \| 8 \| Boone \| NRHP-Einträge im Boone County \| 106 \| \| 9 \| Bourbon \| NRHP-Einträge im Bourbon County \| 60 \| \| 10 \| Boyd \| NRHP-Einträge im Boyd County \| 26 \| \| 11 \| Boyle \| NRHP-Einträge im Boyle County \| 92 \| \| 12 \| Bracken \| NRHP-Einträge im Bracken County \| 22 \| \| 13 \| Breathitt \| NRHP-Einträge im Breathitt County \| 7 \| \| 14 \| Breckinridge \| NRHP-Einträge im Breckinridge County \| 11 \| \| 15 \| Bullitt \| NRHP-Einträge im Bullitt County \| 9 \| \| 16 \| Butler \| NRHP-Einträge im Butler County \| 17 \| \| 17 \| Caldwell \| NRHP-Einträge im Caldwell County \| 9 \| \| 18 \| Calloway \| NRHP-Einträge im Calloway County \| 16 \| \| 19 \| Campbell \| NRHP-Einträge im Campbell County \| 58 \| \| 20 \| Carlisle \| NRHP-Einträge im Carlisle County \| 5 \| \| 21 \| Carroll \| NRHP-Einträge im Carroll County \| 11 \| \| 22 \| Carter \| NRHP-Einträge im Carter County \| 4 \| \| 23 \| Casey \| NRHP-Einträge im Casey County \| 2 \| \| 24 \| Christian \| NRHP-Einträge im Christian County \| 47 \| \| 25 \| Clark \| NRHP-Einträge im Clark County \| 66 \| \| 26 \| Clay \| NRHP-Einträge im Clay County \| 3 \| \| 27 \| Clinton \| NRHP-Einträge im Clinton County \| 2 \| \| 28 \| Crittenden \| NRHP-Einträge im Crittenden County \| 3 \| \| 29 \| Cumberland \| NRHP-Einträge im Cumberland County \| 3 \| \| 30 \| Daviess \| NRHP-Einträge im Daviess County \| 35 \| \| 31 \| Edmonson \| NRHP-Einträge im Edmonson County \| 23 \| \| 32 \| Elliott \| NRHP-Einträge im Elliott County \| 1 \| \| 33 \| Estill \| NRHP-Einträge im Estill County \| 8 \| \| 34 \| Fayette \| NRHP-Einträge im Fayette County \| 168 \| \| 35 \| Fleming \| NRHP-Einträge im Fleming County \| 11 \| \| 36 \| Floyd \| NRHP-Einträge im Floyd County \| 15 \| \| 37 \| Franklin \| NRHP-Einträge im Franklin County \| 51 \| \| 38 \| Fulton \| NRHP-Einträge im Fulton County \| 16 \| \| 39 \| Gallatin \| NRHP-Einträge im Gallatin County \| 4 \| \| 40 \| Garrard \| NRHP-Einträge im Garrard County \| 66 \| \| 41 \| Grant \| NRHP-Einträge im Grant County \| 2 \| \| 42 \| Graves \| NRHP-Einträge im Graves County \| 10 \| \| 43 \| Grayson \| NRHP-Einträge im Grayson County \| 11 \| \| 44 \| Green \| NRHP-Einträge im Green County \| 46 \| \| 45 \| Greenup \| NRHP-Einträge im Greenup County \| 20 \| \| 46 \| Hancock \| NRHP-Einträge im Hancock County \| 12 \| \| 47 \| Hardin \| NRHP-Einträge im Hardin County \| 90 \| \| 48 \| Harlan \| NRHP-Einträge im Harlan County \| 5 \| \| 49 \| Harrison \| NRHP-Einträge im Harrison County \| 25 \| \| 50 \| Hart \| NRHP-Einträge im Hart County \| 18 \| \| 51 \| Henderson \| NRHP-Einträge im Henderson County \| 27 \| \| 52 \| Henry \| NRHP-Einträge im Henry County \| 11 \| \| 53 \| Hickman \| NRHP-Einträge im Hickman County \| 4 \| \| 54 \| Hopkins \| NRHP-Einträge im Hopkins County \| 31 \| \| 55 \| Jackson \| NRHP-Einträge im Jackson County \| 5 \| \| 56 \| Jefferson \| NRHP-Einträge im Jefferson County \| 466 \| \| 57 \| Jessamine \| NRHP-Einträge im Jessamine County \| 72 \| \| 58 \| Johnson \| NRHP-Einträge im Johnson County \| 39 \| \| 59 \| Kenton \| NRHP-Einträge im Kenton County \| 59 \| \| 60 \| Knott \| NRHP-Einträge im Knott County \| 2 \| \| 61 \| Knox \| NRHP-Einträge im Knox County \| 8 \| \| 62 \| LaRue \| NRHP-Einträge im LaRue County \| 31 \| \| 63 \| Laurel \| NRHP-Einträge im Laurel County \| 8 \| \| 64 \| Lawrence \| NRHP-Einträge im Lawrence County \| 10 \| \| 65 \| Lee \| NRHP-Einträge im Lee County \| 9 \| \| 66 \| Leslie \| NRHP-Einträge im Leslie County \| 5 \| \| 67 \| Letcher \| NRHP-Einträge im Letcher County \| 3 \| \| 68 \| Lewis \| NRHP-Einträge im Lewis County \| 5 \| \| 69 \| Lincoln \| NRHP-Einträge im Lincoln County \| 22 \| \| 70 \| Livingston \| NRHP-Einträge im Livingston County \| 7 \| \| 71 \| Logan \| NRHP-Einträge im Logan County \| 22 \| \| 72 \| Lyon \| NRHP-Einträge im Lyon County \| 4 \| \| 73 \| Madison \| NRHP-Einträge im Madison County \| 77 \| \| 74 \| Magoffin \| NRHP-Einträge im Magoffin County \| 2 \| \| 75 \| Marion \| NRHP-Einträge im Marion County \| 10 \| \| 76 \| Marshall \| NRHP-Einträge im Marshall County \| 5 \| \| 77 \| Martin \| NRHP-Einträge im Martin County \| 2 \| \| 78 \| Mason \| NRHP-Einträge im Mason County \| 36 \| \| 79 \| McCracken \| NRHP-Einträge im McCracken County \| 27 \| \| 80 \| McCreary \| NRHP-Einträge im McCreary County \| 2 \| \| 81 \| McLean \| NRHP-Einträge im McLean County \| 9 \| \| 82 \| Meade \| NRHP-Einträge im Meade County \| 13 \| \| 83 \| Menifee \| NRHP-Einträge im Menifee County \| 6 \| \| 84 \| Mercer \| NRHP-Einträge im Mercer County \| 71 \| \| 85 \| Metcalfe \| NRHP-Einträge im Metcalfe County \| 4 \| \| 86 \| Monroe \| NRHP-Einträge im Monroe County \| 6 \| \| 87 \| Montgomery \| NRHP-Einträge im Montgomery County \| 18 \| \| 88 \| Morgan \| NRHP-Einträge im Morgan County \| 9 \| \| 89 \| Muhlenberg \| NRHP-Einträge im Muhlenberg County \| 11 \| \| 90 \| Nelson \| NRHP-Einträge im Nelson County \| 41 \| \| 91 \| Nicholas \| NRHP-Einträge im Nicholas County \| 12 \| \| 92 \| Ohio \| NRHP-Einträge im Ohio County \| 18 \| \| 93 \| Oldham \| NRHP-Einträge im Oldham County \| 46 \| \| 94 \| Owen \| NRHP-Einträge im Owen County \| 17 \| \| 95 \| Owsley \| NRHP-Einträge im Owsley County \| 1 \| \| 96 \| Pendleton \| NRHP-Einträge im Pendleton County \| 20 \| \| 97 \| Perry \| NRHP-Einträge im Perry County \| 1 \| \| 98 \| Pike \| NRHP-Einträge im Pike County \| 15 \| \| 99 \| Powell \| NRHP-Einträge im Powell County \| 16 \| \| 100 \| Pulaski \| NRHP-Einträge im Pulaski County \| 39 \| \| 101 \| Robertson \| NRHP-Einträge im Robertson County \| 3 \| \| 102 \| Rockcastle \| NRHP-Einträge im Rockcastle County \| 3 \| \| 103 \| Rowan \| NRHP-Einträge im Rowan County \| 12 \| \| 104 \| Russell \| NRHP-Einträge im Russell County \| 1 \| \| 105 \| Scott \| NRHP-Einträge im Scott County \| 81 \| \| 106 \| Shelby \| NRHP-Einträge im Shelby County \| 137 \| \| 107 \| Simpson \| NRHP-Einträge im Simpson County \| 14 \| \| 108 \| Spencer \| NRHP-Einträge im Spencer County \| 13 \| \| 109 \| Taylor \| NRHP-Einträge im Taylor County \| 14 \| \| 110 \| Todd \| NRHP-Einträge im Todd County \| 15 \| \| 111 \| Trigg \| NRHP-Einträge im Trigg County \| 8 \| \| 112 \| Trimble \| NRHP-Einträge im Trimble County \| 27 \| \| 113 \| Union \| NRHP-Einträge im Union County \| 7 \| \| 114 \| Warren \| NRHP-Einträge im Warren County \| 96 \| \| 115 \| Washington \| NRHP-Einträge im Washington County \| 67 \| \| 116 \| Wayne \| NRHP-Einträge im Wayne County \| 7 \| \| 117 \| Webster \| NRHP-Einträge im Webster County \| 3 \| \| 118 \| Whitley \| NRHP-Einträge im Whitley County \| 12 \| \| 119 \| Wolfe \| NRHP-Einträge im Wolfe County \| 3 \| \| 120 \| Woodford \| NRHP-Einträge im Woodford County \| 81 \| \| Summe \| Summe \| Summe \| 3.293 1 \| |                                          |         |
|       | County | Liste der Einträge in das NRHP im County | Anzahl  |
| 1     | Adair | NRHP-Einträge im Adair County            | 9       |
| 2     | Allen | NRHP-Einträge im Allen County            | 11      |
| 3     | Anderson | NRHP-Einträge im Anderson County         | 12      |
| 4     | Ballard | NRHP-Einträge im Ballard County          | 6       |
| 5     | Barren | NRHP-Einträge im Barren County           | 34      |
| 6     | Bath | NRHP-Einträge im Bath County             | 8       |
| 7     | Bell | NRHP-Einträge im Bell County             | 9       |
| 8     | Boone | NRHP-Einträge im Boone County            | 106     |
| 9     | Bourbon | NRHP-Einträge im Bourbon County          | 60      |
| 10    | Boyd | NRHP-Einträge im Boyd County             | 26      |
| 11    | Boyle | NRHP-Einträge im Boyle County            | 92      |
| 12    | Bracken | NRHP-Einträge im Bracken County          | 22      |
| 13    | Breathitt | NRHP-Einträge im Breathitt County        | 7       |
| 14    | Breckinridge | NRHP-Einträge im Breckinridge County     | 11      |
| 15    | Bullitt | NRHP-Einträge im Bullitt County          | 9       |
| 16    | Butler | NRHP-Einträge im Butler County           | 17      |
| 17    | Caldwell | NRHP-Einträge im Caldwell County         | 9       |
| 18    | Calloway | NRHP-Einträge im Calloway County         | 16      |
| 19    | Campbell | NRHP-Einträge im Campbell County         | 58      |
| 20    | Carlisle | NRHP-Einträge im Carlisle County         | 5       |
| 21    | Carroll | NRHP-Einträge im Carroll County          | 11      |
| 22    | Carter | NRHP-Einträge im Carter County           | 4       |
| 23    | Casey | NRHP-Einträge im Casey County            | 2       |
| 24    | Christian | NRHP-Einträge im Christian County        | 47      |
| 25    | Clark | NRHP-Einträge im Clark County            | 66      |
| 26    | Clay | NRHP-Einträge im Clay County             | 3       |
| 27    | Clinton | NRHP-Einträge im Clinton County          | 2       |
| 28    | Crittenden | NRHP-Einträge im Crittenden County       | 3       |
| 29    | Cumberland | NRHP-Einträge im Cumberland County       | 3       |
| 30    | Daviess | NRHP-Einträge im Daviess County          | 35      |
| 31    | Edmonson | NRHP-Einträge im Edmonson County         | 23      |
| 32    | Elliott | NRHP-Einträge im Elliott County          | 1       |
| 33    | Estill | NRHP-Einträge im Estill County           | 8       |
| 34    | Fayette | NRHP-Einträge im Fayette County          | 168     |
| 35    | Fleming | NRHP-Einträge im Fleming County          | 11      |
| 36    | Floyd | NRHP-Einträge im Floyd County            | 15      |
| 37    | Franklin | NRHP-Einträge im Franklin County         | 51      |
| 38    | Fulton | NRHP-Einträge im Fulton County           | 16      |
| 39    | Gallatin | NRHP-Einträge im Gallatin County         | 4       |
| 40    | Garrard | NRHP-Einträge im Garrard County          | 66      |
| 41    | Grant | NRHP-Einträge im Grant County            | 2       |
| 42    | Graves | NRHP-Einträge im Graves County           | 10      |
| 43    | Grayson | NRHP-Einträge im Grayson County          | 11      |
| 44    | Green | NRHP-Einträge im Green County            | 46      |
| 45    | Greenup | NRHP-Einträge im Greenup County          | 20      |
| 46    | Hancock | NRHP-Einträge im Hancock County          | 12      |
| 47    | Hardin | NRHP-Einträge im Hardin County           | 90      |
| 48    | Harlan | NRHP-Einträge im Harlan County           | 5       |
| 49    | Harrison | NRHP-Einträge im Harrison County         | 25      |
| 50    | Hart | NRHP-Einträge im Hart County             | 18      |
| 51    | Henderson | NRHP-Einträge im Henderson County        | 27      |
| 52    | Henry | NRHP-Einträge im Henry County            | 11      |
| 53    | Hickman | NRHP-Einträge im Hickman County          | 4       |
| 54    | Hopkins | NRHP-Einträge im Hopkins County          | 31      |
| 55    | Jackson | NRHP-Einträge im Jackson County          | 5       |
| 56    | Jefferson | NRHP-Einträge im Jefferson County        | 466     |
| 57    | Jessamine | NRHP-Einträge im Jessamine County        | 72      |
| 58    | Johnson | NRHP-Einträge im Johnson County          | 39      |
| 59    | Kenton | NRHP-Einträge im Kenton County           | 59      |
| 60    | Knott | NRHP-Einträge im Knott County            | 2       |
| 61    | Knox | NRHP-Einträge im Knox County             | 8       |
| 62    | LaRue | NRHP-Einträge im LaRue County            | 31      |
| 63    | Laurel | NRHP-Einträge im Laurel County           | 8       |
| 64    | Lawrence | NRHP-Einträge im Lawrence County         | 10      |
| 65    | Lee | NRHP-Einträge im Lee County              | 9       |
| 66    | Leslie | NRHP-Einträge im Leslie County           | 5       |
| 67    | Letcher | NRHP-Einträge im Letcher County          | 3       |
| 68    | Lewis | NRHP-Einträge im Lewis County            | 5       |
| 69    | Lincoln | NRHP-Einträge im Lincoln County          | 22      |
| 70    | Livingston | NRHP-Einträge im Livingston County       | 7       |
| 71    | Logan | NRHP-Einträge im Logan County            | 22      |
| 72    | Lyon | NRHP-Einträge im Lyon County             | 4       |
| 73    | Madison | NRHP-Einträge im Madison County          | 77      |
| 74    | Magoffin | NRHP-Einträge im Magoffin County         | 2       |
| 75    | Marion | NRHP-Einträge im Marion County           | 10      |
| 76    | Marshall | NRHP-Einträge im Marshall County         | 5       |
| 77    | Martin | NRHP-Einträge im Martin County           | 2       |
| 78    | Mason | NRHP-Einträge im Mason County            | 36      |
| 79    | McCracken | NRHP-Einträge im McCracken County        | 27      |
| 80    | McCreary | NRHP-Einträge im McCreary County         | 2       |
| 81    | McLean | NRHP-Einträge im McLean County           | 9       |
| 82    | Meade | NRHP-Einträge im Meade County            | 13      |
| 83    | Menifee | NRHP-Einträge im Menifee County          | 6       |
| 84    | Mercer | NRHP-Einträge im Mercer County           | 71      |
| 85    | Metcalfe | NRHP-Einträge im Metcalfe County         | 4       |
| 86    | Monroe | NRHP-Einträge im Monroe County           | 6       |
| 87    | Montgomery | NRHP-Einträge im Montgomery County       | 18      |
| 88    | Morgan | NRHP-Einträge im Morgan County           | 9       |
| 89    | Muhlenberg | NRHP-Einträge im Muhlenberg County       | 11      |
| 90    | Nelson | NRHP-Einträge im Nelson County           | 41      |
| 91    | Nicholas | NRHP-Einträge im Nicholas County         | 12      |
| 92    | Ohio | NRHP-Einträge im Ohio County             | 18      |
| 93    | Oldham | NRHP-Einträge im Oldham County           | 46      |
| 94    | Owen | NRHP-Einträge im Owen County             | 17      |
| 95    | Owsley | NRHP-Einträge im Owsley County           | 1       |
| 96    | Pendleton | NRHP-Einträge im Pendleton County        | 20      |
| 97    | Perry | NRHP-Einträge im Perry County            | 1       |
| 98    | Pike | NRHP-Einträge im Pike County             | 15      |
| 99    | Powell | NRHP-Einträge im Powell County           | 16      |
| 100   | Pulaski | NRHP-Einträge im Pulaski County          | 39      |
| 101   | Robertson | NRHP-Einträge im Robertson County        | 3       |
| 102   | Rockcastle | NRHP-Einträge im Rockcastle County       | 3       |
| 103   | Rowan | NRHP-Einträge im Rowan County            | 12      |
| 104   | Russell | NRHP-Einträge im Russell County          | 1       |
| 105   | Scott | NRHP-Einträge im Scott County            | 81      |
| 106   | Shelby | NRHP-Einträge im Shelby County           | 137     |
| 107   | Simpson | NRHP-Einträge im Simpson County          | 14      |
| 108   | Spencer | NRHP-Einträge im Spencer County          | 13      |
| 109   | Taylor | NRHP-Einträge im Taylor County           | 14      |
| 110   | Todd | NRHP-Einträge im Todd County             | 15      |
| 111   | Trigg | NRHP-Einträge im Trigg County            | 8       |
| 112   | Trimble | NRHP-Einträge im Trimble County          | 27      |
| 113   | Union | NRHP-Einträge im Union County            | 7       |
| 114   | Warren | NRHP-Einträge im Warren County           | 96      |
| 115   | Washington | NRHP-Einträge im Washington County       | 67      |
| 116   | Wayne | NRHP-Einträge im Wayne County            | 7       |
| 117   | Webster | NRHP-Einträge im Webster County          | 3       |
| 118   | Whitley | NRHP-Einträge im Whitley County          | 12      |
| 119   | Wolfe | NRHP-Einträge im Wolfe County            | 3       |
| 120   | Woodford | NRHP-Einträge im Woodford County         | 81      |
| Summe | Summe | Summe                                    | 3.293 1 |